# Hyalurga panamensis
Hyalurga panamensis là một loài bướm đêm thuộc phân họ Arctiinae, họ Erebidae.